# Pontpoint
Pontpoint település Franciaországban, Oise megyében. Lakosainak száma 3279 fő (2022. január 1.). Pontpoint Houdancourt, Longueil-Sainte-Marie, Pont-Sainte-Maxence, Rhuis, Roberval, Villeneuve-sur-Verberie és Villers-Saint-Frambourg-Ognon községekkel határos.

## Népesség
A település népességének változása:
| Lakosok száma | 3231 | 3249 | 3304 | 3268 | 3250 | 3242 | 3235 | 3251 | 3279 |
|               | 2013 | 2015 | 2016 | 2017 | 2018 | 2019 | 2020 | 2021 | 2022 |